# 迪安诊断

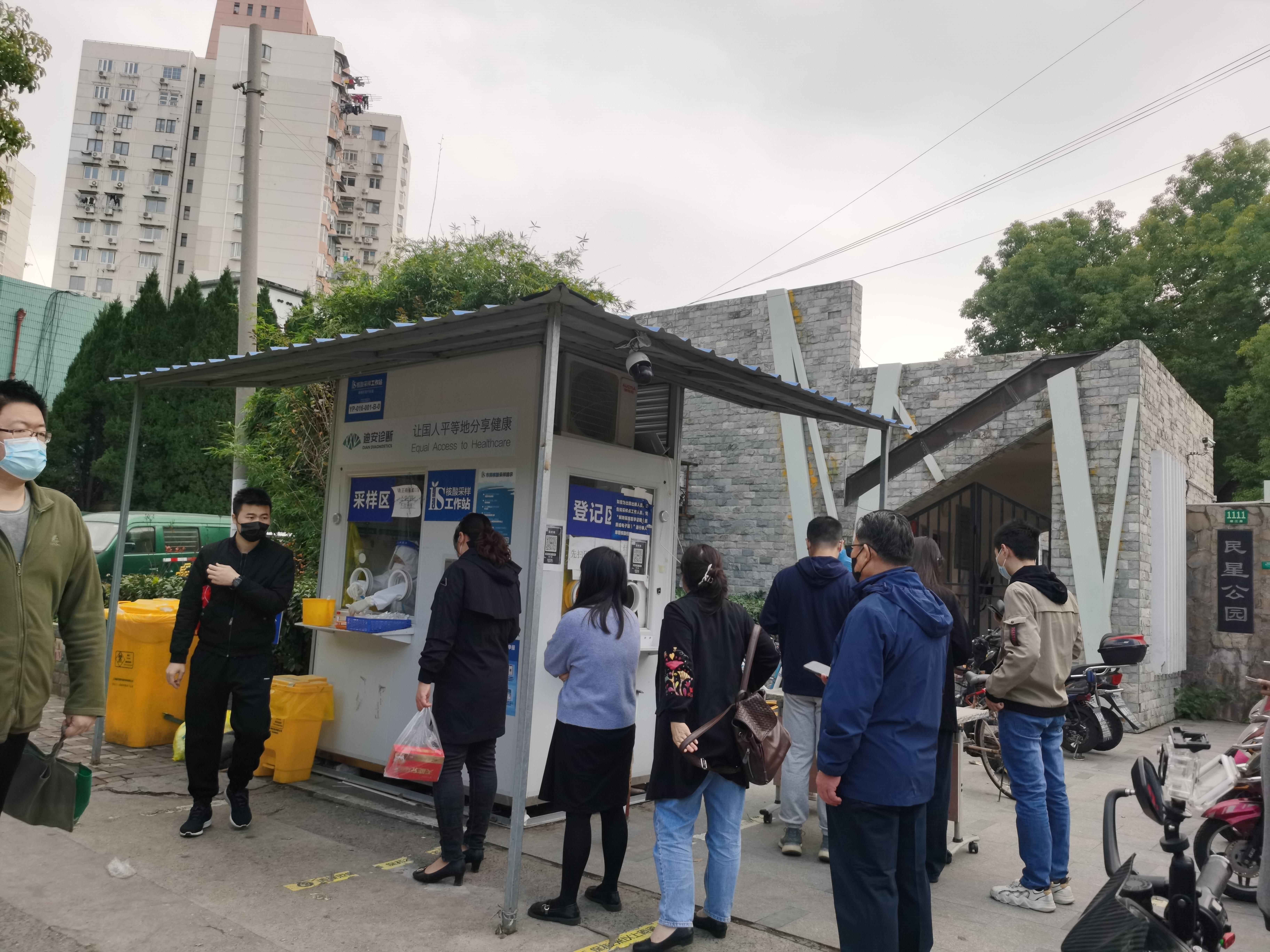
迪安诊断设在上海市杨浦区民星公園門口的一处核酸检测采样点

迪安诊断（深交所：300244）是中華人民共和國一家医学诊断服务公司，成立於1996年。2011年上市。迪安診斷於2016至2017年一度采取高速的扩张模式。截至2016年度末，迪安诊断已先后在杭州、南京、北京、上海、济南、温州、沈阳、哈尔滨、云南等多个省市设立45个子公司，收购33家子公司。

## 外部連結
- 官方网站